# Щербаков, Михаил Васильевич (генерал)
Михаил Васильевич Щербаков (1903—1944) — генерал-лейтенант Рабоче-Крестьянской Красной Армии, участник Великой Отечественной войны.

## Биография
Михаил Васильевич Щербаков родился 1 сентября 1903 года в селе Александрия (ныне — Благодарненский городской округ Ставропольского края). В ноябре 1920 года был призван на службу в Рабоче-Крестьянскую Красную Армию. Начинал службу в частях особого назначения, участвовал в подавлении антисоветских выступлений. В 1921 году окончил окружные курсы инструктором спорта допризывной подготовки Северо-Кавказского военного округа, в 1923 году — 5-ю Томскую военную школу физического образования, в 1925 году — Ленинградскую военно-теоретическую школу ВВС РККА, в 1927 году — 1-ю Качинскую военную авиационную школу лётчиков. Служил в 34-й (впоследствии преобразованной в 56-ю) штурмовой авиационной эскадрильей ВВС Ленинградского военного округа. В мае 1931 года поступил на командный факультет Военно-воздушной академии имени Н. Е. Жуковского. После её окончания в 1933 году занимался в адъюнктуре, однако не окончил её, посвятив себя преподавательской деятельности. Был преподавателем тактики, старшим руководителем командного факультета, и. д. заведующего кабинетом разведки и воздушного боя, преподавателем тактики, начальником кафедры тактики ВВС. В ноябре 1939 года поступил в Военную академию Генерального штаба.
С началом Великой Отечественной войны Щербаков ускоренным курсом был выпущен из академии и направлен в штаб ВВС РККА на должность начальника 1-го отдела. Принимал активное участие в разработке операции по разгрому танковых частей генерала Х. Гудериана на подступах к Москве. В дальнейшем был помощником генерал-инспектора по оперативно-технической подготовке Инспекции ВВС Красной Армии. В марте-августе 1943 года командовал всей авиацией Воздушно-десантных войск РККА. В феврале-марте 1943 года по личной инициативе Щербакова впервые за время Великой Отечественной войны была подготовлена и успешно проведена операция с массовым применением планеров в глубоком тылу противника. В результате этой операции партизаны, действовавшие на оккупированных территориях Ленинградской области и Белорусской ССР, получили 60 тонн вооружения и боеприпасов, было переброшено 500 человек. Командующий ВВС РККА Главный маршал авиации А. А. Новиков высоко оценил эту операцию, и уже в апреле-мае 1943 года она была повторена в более широком масштабе. Щербаков умело маневрировал площадками в тылу врага, маршрутами полётов, сумел организовать не только заброску, но и вывоз планеристов из тыла для последующих вылетов. Операция была проведена тайно от противника, благодаря чему потерь в личном составе не имелось.
В августе 1943 года принял командование над 113-й отдельной дальнебомбардировочной авиационной дивизией. Во главе этого соединения Щербаков принимал активное участие в заключительном этапе Курской битвы, а затем в боях под Ленинградом, на Карельском перешейке и в Прибалтике. 5 сентября 1944 года самолёт Ил-4, на котором летел генерал, потерпел крушение в районе населённого пункта Надвоицы под городом Сегежа. Все находившиеся на борту погибли.
Первоначально был похоронен в братской могиле в городе Сегежа, после войны перезахоронен на Химкинском кладбище Москвы.

## Награды
- 2 ордена Красного Знамени (16 июня 1944 года, 3 ноября 1944 года — посмертно);
- Орден Александра Невского (25 мая 1943 года);
- Медаль «За оборону Москвы».

## Память
- В честь Щербакова названа улица в Сегеже.